# Länsväg 194
Länsväg 194 går sträckan Skövde – Hjo. Den är 24 km lång.

## Anslutningar
- Riksväg 49
- Länsväg 201
- Länsväg 195

Vägens ändpunkter är vid väg 49 och vid väg 195.